# Klajpeda
Klajpeda (litovsko Klaipėda, nemško Memel ali Mimmelburg) je pomembno pristaniško mesto na vzhodni obali Baltskega morja. Po velikosti je z okoli 200.000 prebivalci tretje največje litovsko mesto in hkrati edino večje pristanišče v državi. Razvilo se je iz majhne ribiške vasi, ki so jo v 13. stoletju osvojili nemški križarji. Slednji so leta 1252 postavili svojo utrdbo in naselje uradno proglasili za mesto, imenovano Memel. Nemški osvajalci so pustili svoj pridih, ki je viden zlasti na zidovih stavb, obdanih s tankimi lesenimi tramovi (nem. Fachwerk). Nemci so vodili mesto vse do konca prve svetovne vojne, po kateri je na podlagi Versajske mirovne pogodbe pripadlo Franciji. Leta 1923 je bilo po uporu lokalnega prebivalstva priključeno Republiki Litvi. V začetku 2. svetovne vojne je na podlagi Ribbentrop-Molotovega pakta pripadlo Nacistični Nemčiji. Po vojni pa je bilo ponovno vrnjeno pod posredno litovsko oblast.
Mesto leži povsem na severu Kurskega zaliva, ki ga na zahodu omejuje tipično oblikovan polotok, imenovan Kurska kosa. Ta je na jugu sklenjen s celinsko obalo, zato Klajpedsko pristanišče predstavlja edino litovsko povezavo z odprtim morjem. Leta 2019 je pretovor v pristanišču znašal 46,26 milijonov ton.
Klajpeda je mestno naselje, za katerega je značilna visoka stopnja suburbanizacije. Število mestnih prebivalcev se je med letoma 1992 in 2014 zmanjšalo z 207.100 na dobrih 157.000. Na račun selitve v predmestje se je v tem obdobju močno povečalo metropolitansko območje, ki šteje približno enako število ljudi kot prej samo mesto. Ob popisu leta 2017 se je 87 % prebivalcev opredelilo za Litovce, 6,1 % za Ruse, 2,4 % za Ukrajince in 1,3 % za Beloruse.